# Louis Denis
Pour les articles homonymes, voir Denis et Louis Denis (homonymie).
Louis Denis est un homme politique français né le 26 octobre 1799 à Plérin (Côtes-du-Nord, actuellement Côtes d'Armor) et mort le 18 avril 1878 à Saint-Brieuc (Côtes-du-Nord).

## Biographie
Négociant, maire de Plérin, il est député des Côtes-d'Armor de 1848 à 1851, siégeant à droite. Opposé au Second Empire, il se présente comme candidat d'opposition en 1852. Battu, il quitte la vie politique.

## Sources
- « Louis Denis », dans Adolphe Robert et Gaston Cougny, Dictionnaire des parlementaires français, Edgar Bourloton, 1889-1891 [détail de l’édition]